# Allan Kayser
Pour les articles homonymes, voir Kayser.
Allan Kayser est un acteur américain né le 18 décembre 1963 à Littleton, Colorado (États-Unis).

## Filmographie
- 1985 : Hot Chili : Jason
- 1986 : Extra Sangsues (Night of the Creeps) : Brad
- 1997 : Les Notes du bonheur (Journey of the Heart) (TV)
- 2000 : More Than Puppy Love : Tony
- 2002 : Double Teamed (TV) : Nicky's Dad
- 2006 : Shimmer : Eric McKenzie